# Seznam oblačil, obutve in pokrival
Seznam oblačil, obutve in pokrival.

## A
- anorak
- avba
- alba

## B
- baby doll
- balaklava
- baretka
- baskovka
- benkica
- bermuda
- bikinke
- bikini
- biret
- blazer
- bluza
- boa
- bodi
- bolero
- borsalino
- brazilke
- brezrokavnik
- bunda
- burnus

## C
- cilinder
- cikle
- copati

## Č
- čador
- čelada
- čepec
- čepica
- čevlji
- čiške

## D
- dalmatika
- dežni plašč
- dimije
- dirndl
- dokolenke
- dolman
- dres
- džemper
- džins

## E
- espadrilje

## F
- fedora
- fes
- frak

## G
- galoše
- gamaše (gležnarji)
- glaze
- golenke

## H
- halja
- hidžab
- hiton
- hlačke
- hlačne nogavice
- hlačno krilo

## J
- jakna
- japonke
- jopica
- jopič

## K
- kaban
- kaftan
- kamižola
- kapa
- kapot
- kapuca
- karategi
- kastor
- kavbojke
- kazak
- kilt
- kimono
- klobuk
- kolar
- kombinezon
- kombineža
- kopalke
- korzet
- kostim
- kravata
- krilo
- krinolina
- kroj
- kučma

## M
- majica
- makintoš
- mantil
- marsovec
- melona
- metuljček
- minikrilo
- mitra (škofovska kapa)
- moceta
- modrc
- modrček
- mokasini
- muf (melona)

## N
- naglavje
- naprsnik
- naramnice
- natikači
- nedrček
- negliže
- nogavice

## O
- obleka
- oglavnica
- ogrinjalo
- ovratnica
- ovratnik
- obi
- overall

## P
- pajac
- pajčolan
- pajkice
- palčniki
- palij
- panama
- parka
- pas
- pas za nogavice
- pelerina
- peplos
- pižama
- plašč
- plenica
- plet
- pluvijal
- podveza
- pončo
- polhovka
- površnik
- prekrivne hlačke
- predpasnik
- puhovka
- puli
- pulover
- pumparice

## R
- raglan
- redingot
- robec
- rokavice
- ruta
- rutica

## S
- sagum
- salonarji
- sandale
- sarafan
- sari
- sarong
- slamnik
- slinček
- slip
- smoking
- sombrero
- sončnik
- spalna srajca
- spodnjice
- srajca
- stetson
- steznik
- stola
- suknja
- suknjič
- sutana
- sviter

## Š
- šal
- šapka
- škornji
- štola

## T
- talar
- tangice
- tamburin
- tančica
- tanga
- telovnik
- tibetovka
- titovka
- toga
- trenčkot
- trenirka
- triko
- trirogeljnik
- tuksedo
- tunika
- turban

## U
- uniforma

## V
- vesta
- vetrovka

## Z
- zapestnik

## Ž
- žabo
- žako
- žep
- žilet
- životec